# Saison 2 du Lycée
Cet article présente le guide des épisodes de la deuxième saison de la série télévisée Le Lycée.

## Épisode 1Le Syndrome de Stockholm
- France :19/09/2001

## Épisode 2:Un voile pudique
- France :19/09/2001

## Épisode 3:Impasses
- France :26/09/2001

## Épisode 4:Un fauteur de troubles
- France :26/09/2001

## Épisode 5:Delirium tremens
- France :03/10/2001

## Épisode 6:Fils de... profs
- France :03/10/2001

## Épisode 7:Mauvaise Mère
- France :10/10/2001

## Épisode 8:Le Poids des mots
- France :10/10/2001

## Épisode 9:Question de regards
- France :17/10/2001

## Épisode 10:Victimes et bourreaux
- France :17/10/2001

## Épisode 11:Sortie scolaire
- France :24/10/2001

## Épisode 12:Majeure et vaccinée
- France :24/10/2001